# يوفرلايكيا

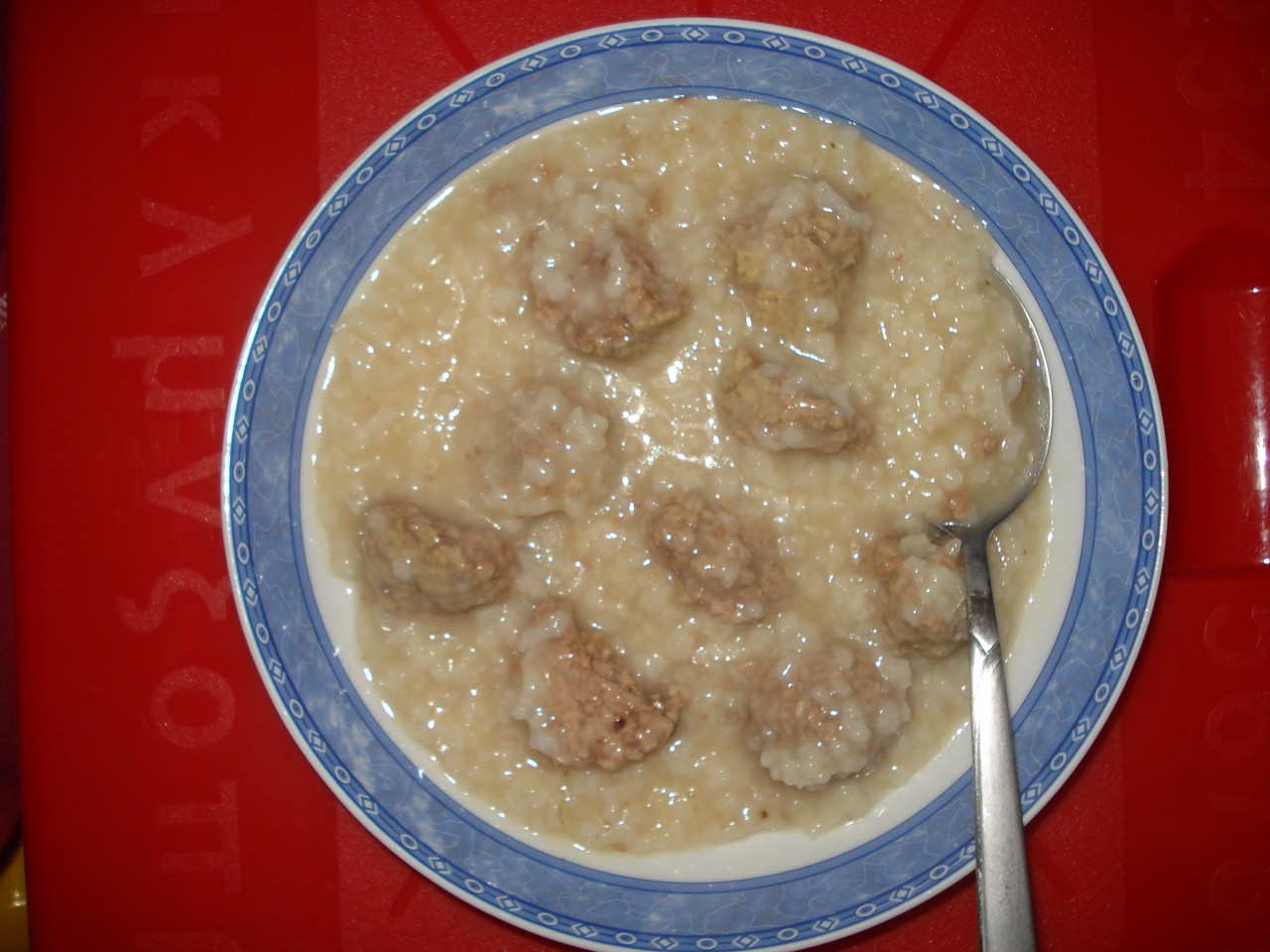

يوڤرلايكيا (باليونانية: :γιουβαρλάκια)‏، أما (بالتركية: yuvarlak)‏ والمقصود بها جولة، هي كرات اللحم اليونانية (باليونانية: kefte κεφτέ)‏ مصنوعة من لحم الضأن والأرز والبرغل وتطبخ في درجة حرارة رطبة أيضًا من الممكن أن تكون طبق من كرات اللحم هذه في صلصة الطماطم أو صلصة الآڤقوليمونو [الإنجليزية].

## في تركيا
في المطبخ التركي تسمى الأكلة مع صلصة الطماطم بـسولو كوفتي (بالتركية: sulu köfte)‏وهي عبارة عن حساء الكفتة ومع صلصة الآڤقوليمونو [الإنجليزية] حيث تسمى إيكشلي كوفتي (بالتركية: ekşili köfte)‏ أو «الكفتة الحامضة» أو تيربيلي كوفتي (بالتركية: terbiyeli köfte)‏ أو «الكفتة المتبلة».